# Morden (metropolitana di Londra)
Morden è una stazione della metropolitana di Londra, capolinea meridionale della linea Northern.

## Storia
Nel primo dopoguerra, l'Underground Electric Railways Company of London (UERL) riprese una serie di tratte in fase di progettazione prima del conflitto (poi rinviate a tempo indeterminato durante le ostilità). I finanziamenti vennero erogati da un atto del governo approvato nel 1921, il Trade Facilities Act: quest'ultimo, per ridurre la disoccupazione, offriva alla HM Treasury la possibilità di sottoscrivere il valore dei prestiti erogati da aziende per lavori pubblici.
Uno dei progetti proposti era dedicato alla creazione di una linea ferroviaria in superficie, la Wimbledon and Sutton Railway (W&SR), per collegare i quartieri di Wimbledon e Sutton. La UERL quindi, volendo sfruttare al massimo la copertura finanziaria garantita dal governo, nel novembre 1922 presentò i costi relativi alla W&SR, insieme a un progetto di prolungamento della City and South London Railway (C&SLR) a sud di Clapham Common via Balham, Tooting e Merton. Questi progetti prevedevano la costruzione di due stazioni, una detta «North Morden» sulla C&SLR e e l'altra sulla W&SR, detta «South Morden» (oggi Morden South) e la realizzazione di un deposito per la manutenzione dei rotabili di ambo le linee.
La realizzazione di questo progetto, tuttavia, sarebbe andata a nuocere alla Southern Railway, che avrebbe subito un drastico calo di utenti: la C&SLR, infatti, assicurava un viaggio ben più veloce verso il centro di Londra. Nel luglio 1923 si giunse quindi a un accordo: la C&SLR poteva estendersi in direzione Morden, però doveva abbandonare ogni pretesa sulla W&SR.
La stazione venne aperta al pubblico il 13 settembre 1926. Dopo l'inaugurazione, la UERL fece diventare Morden (che, tra l'altro, era la stazione più a sud del sistema) un vero e proprio hub; vi fece convergere numerosissime linee bus, tutte dirette verso il Surrey e altre località ancora più periferiche. Proprio per stimolare l'intermodalità di Morden, venne aperto anche una pompa di benzina con annesso parcheggio di interscambio, dove gli automobilisti potevano parcheggiare ed essere serviti dalla C&SLR verso il centro della città.
La stazione ebbe un significativo impatto nella storia del quartiere: in principio quasi disabitato (nel 1921 vi erano solo 1 335 abitanti), negli anni a venire si assistette a un notevole incremento dell'edilizia che portò la zona ad avere 12,618 abitati nel 1931 e 35,417 nel 1951.

## Struttura ed impianti
Essendo ubicata in una zona rurale, l'architetto Charles Holden ebbe più spazio a disposizione per realizzare la struttura. Holden fu scelto da Frank Pick, general manager dell'UERL, per sostituire Stanley Heaps.
In una lettera all'amico Harry Peach, affiliato della Design and Industries Association (DIA), Pick spiegò le ragioni che lo portarono a scegliere Holden:
La stazione, costruita con una serie di negozi su entrambi i lati, è caratterizzata da uno stile modernista. Quest'ultimo si manifesta soprattutto nell'ingresso: un parallelepipedo in pietra di Portland, con una vetratura smaltata sulla facciata principale suddivisa in tre parti da due colonne, i cui capitelli sono una versione tridimensionale del roundel della metropolitana. La parte centrale della vetrata contiene una riproduzione più grande del roundel.
Una volta sorpassato l'ingresso si giunge alla biglietteria, ottagonale, ombreggiata da una copertura vetrata della stessa forma. Qui in origine erano presenti due banchi di legno per la produzione dei titoli di viaggio; vennero tuttavia rimossi, quando l'introduzione dei moderni sistemi per la stampa dei biglietti li ha resi ridondanti.
Le banchine non si trovano in galleria, bensì in un ampio atrio poco distante dall'imbocco delle gallerie. Vi sono tre banchine, di cui due sono ad isola con i binari su entrambi i lati. Le banchine sono numerate da 1 a 5 da est verso ovest: quelle ad isola, in particolare, presentano un numero per ciascun lato (2/3 e 4/5).
La stazione venne interessata da un radicale restauro nel 2007. I lavori riguardarono la ricostruzione dei sovrappassaggi per collegare le banchine e la realizzazione di ascensori per consentire l'accesso ai portatori di disabilità.
La stazione, pur essendo un edificio di interesse architettonico dal Merton Council, non è classificata come le altre sulla linea.
Morden è compresa nella Travelcard Zone 4.

## Interscambi
Nelle vicinanze della stazione effettuano fermata numerose linee urbane automobilistiche, gestite da London Buses.
- Fermata autobus

## Galleria d'immagini

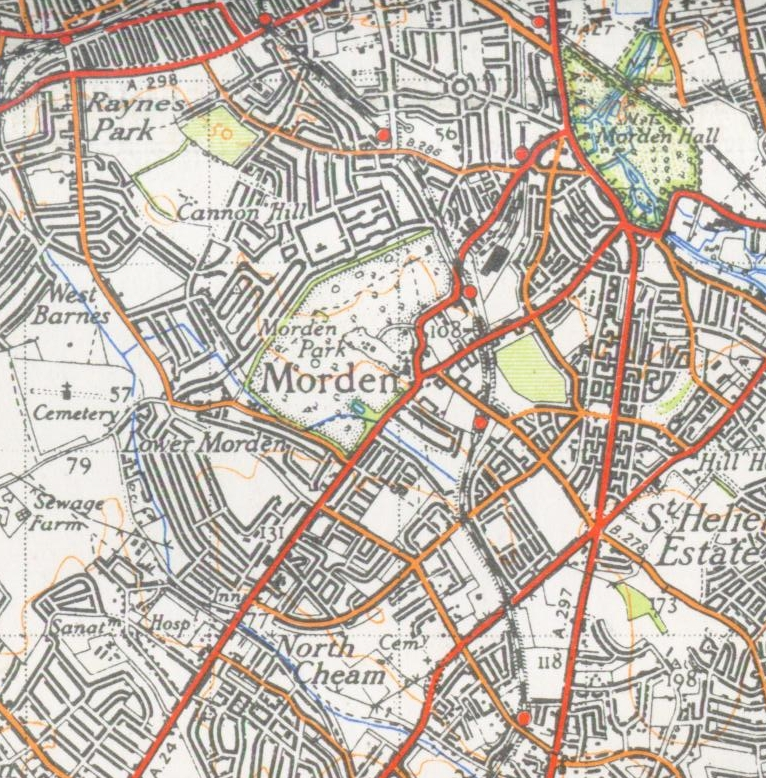
Morden in una mappa del 1944
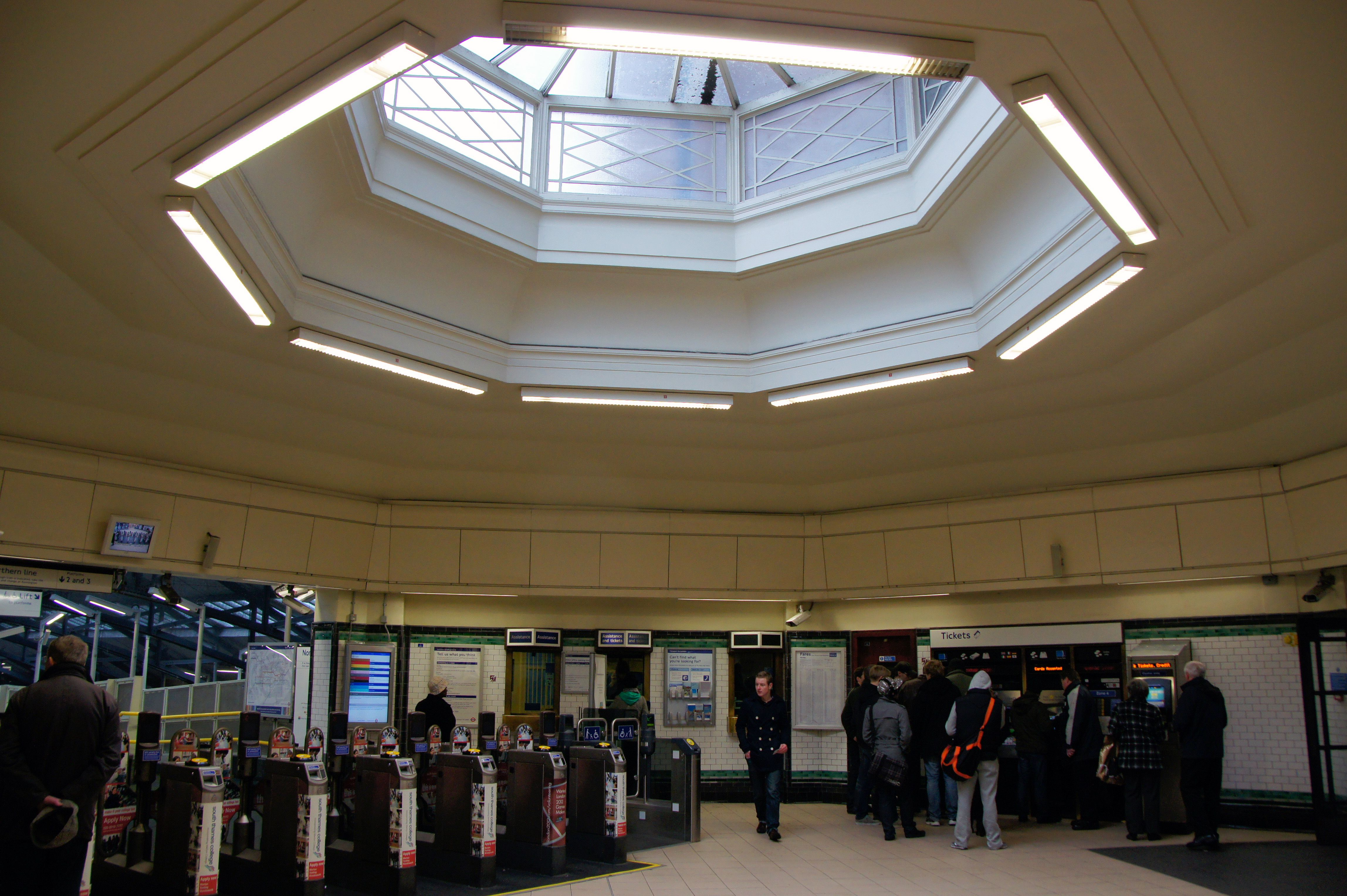
Piano mezzanino
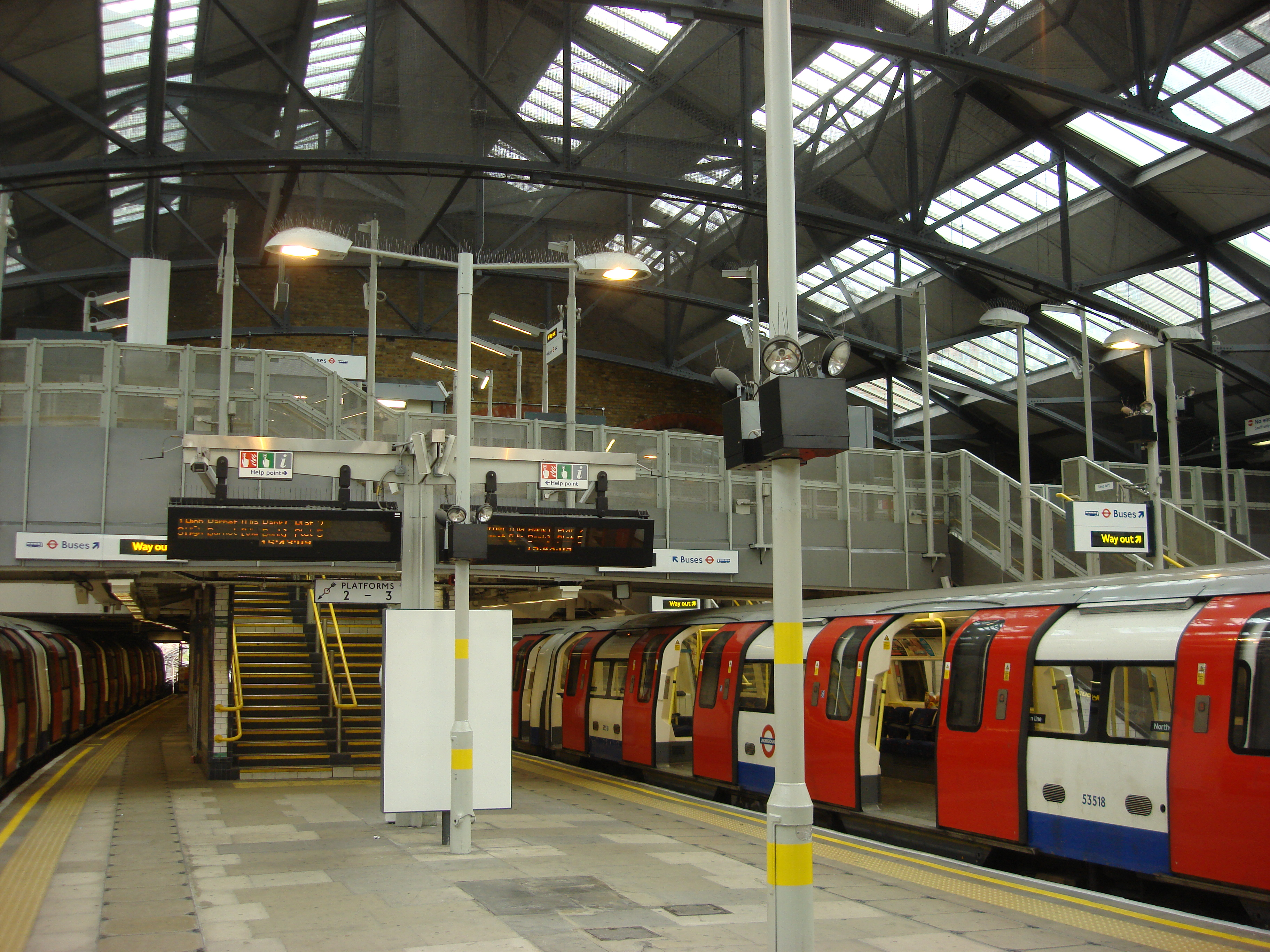
Il piano binari
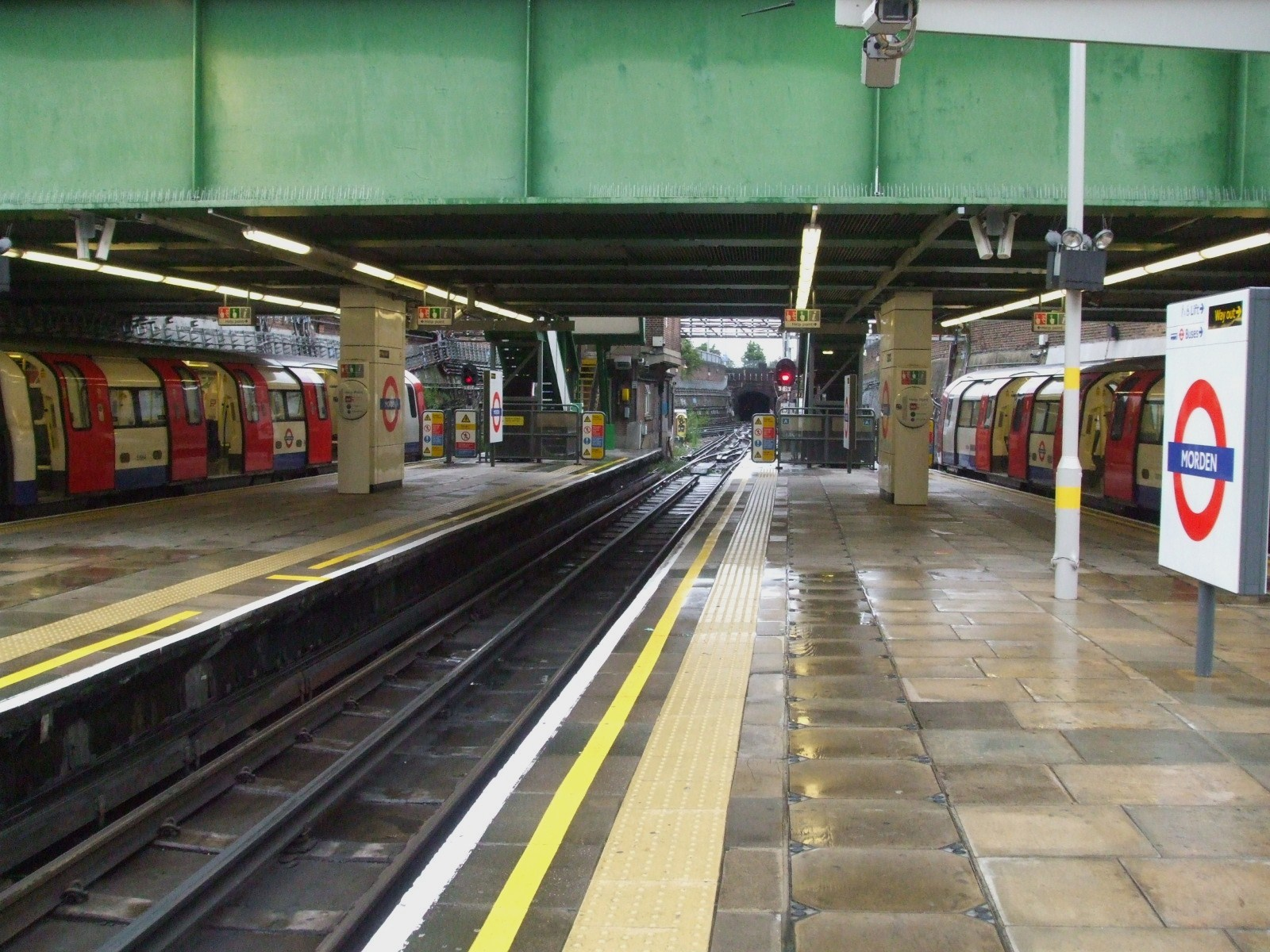
Banchina n. 3 in direzione nord